# Ust'-Tarka
Ust'-Tarka (in russo: Усть-Таркa) è una città situata nell'Oblast' di Novosibirsk, in Russia, nella Siberia meridionale. La città è il capoluogo amministrativo del distretto di Ust'-Tarkskij (Усть-Таркский Район).